# 사사즈카역

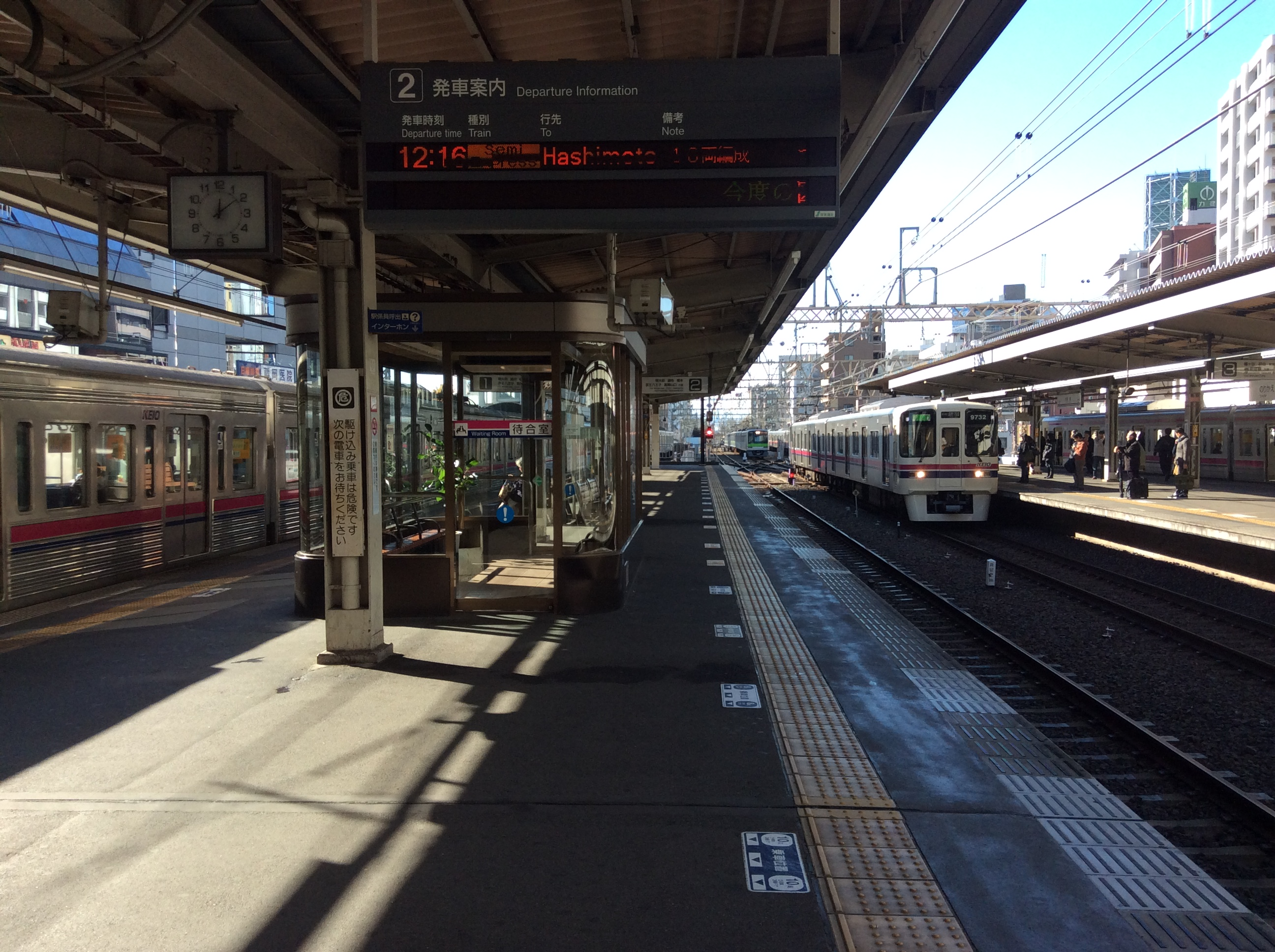
승강장

사사즈카역(일본어: 笹塚駅、ささづかえき)은 일본 도쿄도 시부야구에 위치한 게이오 전철의 철도역이다. 게이오 선의 소속역이며, 게이오 신선의 종착역 기능을 하고 있다. 역 번호는 KO 04이며, 섬식 승강장 2면 4선의 구조를 갖춘 고가역이다.

## 타는 곳
| 1 | 게이오 선   | 하행 | 메이다이마에 · 조후 · 하시모토 · 게이오하치오지 · 다카오산구치 방면 | 게이오 선 신주쿠로부터의 열차                                       |
| 2 | 게이오 선   | 하행 | 메이다이마에 · 조후 · 하시모토 · 게이오하치오지 · 다카오산구치 방면 | 게이오 신선으로부터의 열차                                          |
| 3 | 게이오 신선 | -    | 신선 신주쿠 · 도영 신주쿠 선 방면                                   | 신주쿠 역으로부터 도영 신주쿠 선으로 직통 일부는 4번선으로부터 발차 |
| 4 | 게이오 선   | 상행 | 게이오 선 신주쿠 방면                                               | 일부는 3번 선으로부터 발차                                          |

## 이용 현황
| 연도별 1일 평균 하차 승차 인원 | 연도별 1일 평균 하차 승차 인원 | 연도별 1일 평균 하차 승차 인원 |
| 연도                           | 평균 하차 인원                 | 평균 승차 인원                 |
| ------------------------------ | ------------------------------ | ------------------------------ |
| 1955년                         | 28,730                         |                                |
| 1960년                         | 39,180                         |                                |
| 1965년                         | 45,332                         |                                |
| 1970년                         | 49,424                         |                                |
| 1975년                         | 48,811                         |                                |
| 1978년                         | 50,585                         |                                |
| 1979년                         | 52,013                         |                                |
| 1980년                         | 53,746                         |                                |
| 1985년                         | 67,088                         |                                |
| 1990년                         | 71,098                         | 34,644                         |
| 1991년                         |                                | 35,648                         |
| 1992년                         | 36,148                         |                                |
| 1993년                         | 36,973                         |                                |
| 1994년                         | 37,332                         |                                |
| 1995년                         | 77,490                         | 37,617                         |
| 1996년                         |                                | 37,973                         |
| 1997년                         | 77,848                         | 37,622                         |
| 1998년                         | 77,173                         | 37,611                         |
| 1999년                         | 77,971                         | 37,511                         |
| 2000년                         | 77,924                         | 37,784                         |
| 2001년                         | 76,937                         | 37,729                         |
| 2002년                         | 76,798                         | 37,901                         |
| 2003년                         | 77,594                         | 38,391                         |
| 2004년                         | 77,597                         | 38,526                         |
| 2005년                         | 77,835                         | 37,784                         |
| 2006년                         | 79,279                         | 39,836                         |
| 2007년                         | 81,538                         | 40,858                         |
| 2008년                         | 80,570                         | 40,353                         |
| 2009년                         | 78,708                         | 39,378                         |
| 2010년                         | 76,236                         | 38,090                         |
| 2011년                         | 72,851                         | 36,309                         |
| 2012년                         | 72,830                         | 36,318                         |
| 2013년                         | 74,580                         | 37,071                         |
| 2014년                         | 75,401                         | 37,509                         |
| 2015년                         | 79,406                         | 39,547                         |
| 2016년                         | 80,570                         |                                |

## 역 주변
- 국도 제20호선
- 시부야 구립 사사즈카 도서관
- 도쿄 소방청 소방학교 · 소방 기술 안전소
- 소방 시험 연구 센터 주오 연구센터
- 시부야 구청 사사즈카 출장소

## 인접 역
| 게이오 전철 게이오 선              | 게이오 전철 게이오 선             | 게이오 전철 게이오 선                  |
| ---------------------------------- | --------------------------------- | -------------------------------------- |
| KO 01 게이오 선 신주쿠 신주쿠 방면 | ■ 준특급 ■ 급행 ■ 구간급행 ■ 쾌속 | 메이다이마에 KO 06 게이오하치오지 방면 |
| KO 01 게이오 선 신주쿠 신주쿠 방면 | ■ 구간 정차                       | 다이타바시 KO 05 게이오하치오지 방면   |
| 게이오 전철 게이오 신선            |                                   |                                        |
| KO 03 하타가야 신선 신주쿠 방면    | ■ 급행 ■ 구간급행 ■ 쾌속          | 시·종착역                              |
| KO 03 하타가야 신선 신주쿠 방면    | ■ 구간 정차                       | 시·종착역                              |